# Элевтер
Элевтер (Элевфер, др.-греч. Ἐλευθήρ) — персонаж древнегреческой мифологии. Сын Аполлона и Этусы (Аэфузы), дочери Посейдона и Алкионы, отец Иасия Одержал победу на Пифийских состязаниях благодаря голосу, хотя пел не свою песню. Первым поставил изображение Диониса и стал почитать его. Отец Пиера.